# Perdiz
Perdiz é o nome comum de algumas espécies de aves galiformes de pequeno porte pertencentes à família Phasianidae, que também inclui o faisão.
Algumas espécies de perdizes:
- Perdiz-cinzenta - Perdix perdix (Europa e Ásia);
- Perdiz-vermelha - Alectoris rufa (Europa Ocidental)

A espécie Rhynchotus rufescens, da América do Sul, é conhecida popularmente como perdiz mas é, tecnicamente, um tinamídeo.